# 데이비드 매클레인
데이비드 매클레인(영어: David McLean, 1922년 5월 19일 ~ 1995년 10월 12일)은 미국의 배우이다. 본명은 유진 조지프 후스(Eugene Joseph Huth)이다. 1960년대 담배 말보로 광고로 유명했는데, 결국 본인도 폐암으로 죽었다.

## 출연 작품
- 파인딩 존 크리스마스 (2003년)
- 격노의 추적 (1988, Death Chase)
- 거미들의 왕국 (1977년)
- 네바다 스미스 (1966년)
- 해저 여행 (1961년)

### 텔레비전
- 우리 생애 나날들 (1965년)
- 보난자 (1959년)
- 샌프란시스코 수사반 (1972년)
- 디즈니랜드 (1954년) - 교수 윌슨 역